# Joseph Segond
Joseph Segond (Nizza, 13 febbraio 1872 – 18 febbraio 1954) è stato un filosofo francese, studioso di estetica.

## Biografia
È stato professore di filosofia al liceo di Tolone e poi professore di filosofia all'Université d'Aix-Marseille . È considerato l'ideatore delle "arti virtuali", di cui lo studio e l'analisi produssero l'opera del 1938 La Notion d'Arts Virtuels in forma di Articolo estratto dalla Revue Thomiste. Sul piano internazionale ebbe attenzione per le opere del filosofo francese Henri-Louis Bergson e scrisse nel 1913 L'Intuition bergsonienne. 
Ricevette due importanti premi per i suoi scritti: nel 1912 il premio Marcelin Guérin per l'opera La prière, essai de psychologie religieuse e poi, nel 1923 il premio Bordin per l'opera L’ Imagination.